# Bitwa pod Oranami
Bitwa pod Oranami – walki 2 Dywizji Litewsko-Białoruskiej z sowieckim III Korpusem Kawalerii Gaja i wojskami litewskimi w czasie lipcowej ofensywy Frontu Zachodniego Michaiła Tuchaczewskiego w okresie wojny polsko-bolszewickiej.

## Położenie wojsk przed bitwą
W pierwszej dekadzie lipca przełamany został front polski nad Autą, a wojska Frontu Północno-Wschodniego gen. Stanisława Szeptyckiego cofały się pod naporem ofensywy Michaiła Tuchaczewskiego.
Naczelne Dowództwo nakazało powstrzymanie wojsk sowieckiego Frontu Zachodniego na linii dawnych okopów niemieckich z okresu I wojny światowej.
Ściągnięta z polsko-litewskiej linii demarkacyjnej, 2 Dywizja Litewsko-Białoruska gen. Aleksandra Boruszczaka obsadzała rubież obrony Skajtaszyle – Korkożyszki – Dubinki. 
12 i 13 lipca oddziały 3 Korpusu Kawalerii odrzuciły piechotę polską pod Korkożyszkami i Podbrodziem i 14 lipca kawaleria Gaja ruszyła na Wilno. Po ciężkich walkach Sowieci zdobyli miasto, a wieczorem polskie oddziały rozpoczęły wycofanie w kierunku Landwarowa i dalej wzdłuż toru kolejowego Wilno – Grodno.

## Walczące wojska
| Jednostka                       | Dowódca                    | Podporządkowanie     |
| Wojsko Polskie                  |                            |                      |
| 2 Dywizja Litewsko-Białoruska   | gen. Aleksander Boruszczak | Front Północny       |
| III Brygada Litewsko-Białoruska | płk Bronisław Wędziagolski | 2 D L-B              |
| ⇒ Kowieński pułk strzelców      | mjr Leon Łada-Zawistowski  | 2 D L-B              |
| ⇒ Słucki pułk strzelców         |                            | 2 D L-B              |
| ⇒ Lidzki pułk strzelców         | ppłk Witold Hupert         | 2 D L-B              |
| ⇒ pułk kawalerii Obrony Wilna   | rtm. Władysław Dąbrowski   |                      |
| ⇒ I/159 pułku piechoty          |                            |                      |
| pociąg pancerny „Mściciel”      |                            |                      |
| Armia Czerwona                  |                            |                      |
| 15 Dywizja Kawalerii            | Aleksandr Matuzienko       | III Korpus Kawalerii |
| oddziały litewskie              |                            |                      |

## Walki pod Oranami
Po przegranej bitwie o Wilno zdezorganizowane oddziały 2 Dywizji Litewsko-Białoruskiej w dużym nieładzie wycofywały się wzdłuż linii kolejowej Wilno - Grodno. Osłonę zapewniał sformowany z ochotników pułk kawalerii Obrony Wilna rtm. Władysława Dąbrowskiego. Będąca w permanentnej walce z sowiecką kawalerią kolumna marszowa 2 Dywizji Litewsko-Białoruskiej dotarła nad Mereczankę, gdzie drogę zastąpiły jej oddziały wojsk litewskich. Po porzuceniu całego taboru, Polacy zdołali przeprawić się przez rzekę uszkodzonym mostem kolejowym i 16 lipca dotarli do stacji Orany. Zdziesiątkowane bataliony kowieńskiego, słuckiego i lidzkiego pułków strzelców, pułku kawalerii Obrony Wilna, resztki artylerii dywizji, pociąg pancerny „Mściciel” oraz sztab III Brygady Litewsko-Białoruskiej były osłabione wysokimi stratami, przygnębione i wyczerpane odwrotem, dysponowały resztkami amunicji, której po utracie taborów nie było skąd uzupełnić. Całością sił polskich dowodził płk Bronisław Wędziagolski. 
W samych Oranach stacjonowali już Litwini. Do niedawna kwaterował tutaj polski I batalion 159 pułku piechoty, który dozorował osiemdziesięciokilometrowy odcinek granicy polsko-litewskiej. Wobec zbliżania się frontu, batalion zwinął posterunki graniczne i zajął stanowiska pod Bartelami, przy linii kolejowej Orany – Wilno. Zanim zdążono przygotować obronę, oddziały litewskie przepuściły przez swoje pozycje kawalerię sowiecką, która zagroziła wyjściem na tyły batalionu. Jego dwie kompanie wycofały się na stację Orany i następnie odeszły w kierunku Grodna, ale 1 i 2 kompanie zostały otoczone i zmuszone do złożenia broni.
Mimo co najmniej dwuznacznej postawy Litwinów, dowódca III Brygady Litewsko-Białoruskiej płk Bronisław Wędziagolski postanowił dać zmęczonym oddziałom kilka godzin odpoczynku i wystawił ubezpieczenia tylko od strony północnej, skąd spodziewano się nadejścia Sowietów. Około 23.00 na odpoczywające pod stacją kolejową oddziały polskie uderzyła przepuszczona przez Litwinów sowiecka 15 Dywizja Kawalerii.
Równocześnie od strony Oran zaatakowała litewska piechota. Mimo całkowitego zaskoczenia, oddziały 2 Dywizji Litewsko-Białoruskiej stawiły opór i nocny atak został odparty. Po północy polskie oddziały rozpoczęły dalszy odwrót na Marcinkańce - Grodno.

## Bilans walk
W walkach pod Oranami Polacy stracili kilkuset poległych, rannych i jeńców oraz kilka ciężkich karabinów maszynowych. Według Gaja Gaja, 15 Dywizja Kawalerii wzięła do niewoli około trzystu jeńców i zdobyła dziewięć ckm-ów. Straty sowieckie i litewskie nie są znane.